# Міністр внутрішніх справ
Міні́стр вну́трішніх справ — одна з вищих посадових осіб багатьох держав світу, яка входить, як правило, до складу уряду (кабінету міністрів), очолюють міністерство внутрішніх справ та відповідає за реалізацію державної політики у сфері захисту прав і свобод громадян, інтересів суспільства і держави від протиправних посягань, охорони громадського порядку, забезпечення громадської безпеки, боротьби із злочинністю.

## Зміст
Міністр внутрішніх справ у переважній більшості країн світу є державним міністром, який зазвичай відповідає за контроль дотримання права, управління в надзвичайних ситуаціях, національної безпеки, керівництво місцевими органами влади, проведення виборів, державного управління та імміграційних процесів. У деяких країнах, питання, що стосуються підтримки правопорядку і здійснення правосуддя є обов'язком міністра юстиції або міністра правосуддя.
У країнах з федеральною конституцією, посада міністра внутрішніх справ часто існує не тільки на федеральному, а й на субнаціональному рівнях. Аналогічно, автономні утворення федерації та залежні території також можуть мати власних міністрів внутрішніх справ.
В деяких випадках у різнорідних державних відомствах за розподілом повноважень на міністра внутрішніх справ може покладатися зовсім інше коло обов'язків. Так, у Сполучених Штатах, Міністерство внутрішніх справ має радикально відмінні функції — в першу чергу це відповідальність за раціональне використання та збереження природних ресурсів, а також реалізація федеральної програми і політики, стосовно корінних народів США.

## Перелік міністрів внутрішніх справ країн світу
| Країна                     | Міністерство | Голова відомства |
| Австралія                  | Департамент Генерального прокурора Австралії                                                                                          | Генеральний прокурор Австралії |
| Австрія                    | Федеральне міністерство внутрішніх справ (Австрія)                                                                                    | Федеральний міністр внутрішніх справ Австрії |
| Албанія                    | Міністерство внутрішніх справ (Албанія)                                                                                               | Міністр внутрішніх справ Албанії |
| Аргентина                  | Міністерство внутрішніх справ та транспорту Аргентини                                                                                 | Міністр внутрішніх справ та транспорту Аргентини                                                                                                |
| Азербайджан                | Міністерство внутрішніх справ (Азербайджан)                                                                                           | Міністр внутрішніх справ Азербайджану |
| Афганістан                 | Міністерство внутрішніх справ (Афганістан)                                                                                            | Міністр внутрішніх справ Афганістану |
| Багамські Острови          | Міністерство національної безпеки (Багамські острови) Міністерство імміграції (Багамські острови)                                     | Міністр національної безпеки Багамських островів Міністр імміграції Багамських островів                                                         |
| Бангладеш                  | Міністерство внутрішніх справ (Бангладеш)                                                                                             | Міністр внутрішніх справ Бангладешу |
| Бахрейн                    | Міністерство внутрішніх справ (Бахрейн)                                                                                               | Міністр внутрішніх справ Бахрейну |
| Бельгія                    | Міністерство внутрішніх справ (Бельгія)                                                                                               | Міністр внутрішніх справ (Бельгія) |
| Болгарія                   | Міністерство внутрішніх справ (Болгарія)                                                                                              | Міністр внутрішніх справ Болгарії |
| Боснія та Герцеговина      | Міністерство цивільних справ (Боснія і Герцеговина) Міністерство безпеки (Боснія і Герцеговина)                                       | Міністр цивільних справ (Боснія та Герцеговина) Міністр безпеки (Боснія та Герцеговина)                                                         |
| Велика Британія            | Хоум-офіс Міністерство юстиції (Велика Британія) Департамент Генерального прокурора Великої Британії                                  | Міністр внутрішніх справ Великої Британії Лорд-канцлер Англії Державний секретар юстиції Великої Британії Генеральний прокурор Англії та Уельсу |
| Венесуела                  | Міністерство внутрішніх справ та юстиції (Венесуела)                                                                                  | Міністр внутрішніх справ та юстиції (Венесуела)                                                                                                 |
| В'єтнам                    | Міністерство публічної безпеки (В'єтнам) Міністерство внутрішніх справ (В'єтнам)                                                      | Міністр публічної безпеки В'єтнаму Міністр внутрішніх справ В'єтнаму                                                                            |
| Гонконг                    | Бюро безпеки (Гонконг) | Секретар безпеки Гонконгу |
| Греція                     | Міністерство внутрішніх справ Греції                                                                                                  | Міністр внутрішніх справ Греції |
| Грузія                     | Міністерство внутрішніх справ Грузії                                                                                                  | Міністр внутрішніх справ Грузії |
| Данія                      | Міністерство внутрішніх справ та здоров'я Данії                                                                                       | Міністр внутрішніх справ та здоров'я Данії |
| Джибуті                    | Міністерство внутрішніх справ та децентралізації Джибуті                                                                              | Міністр внутрішніх справ та децентралізації Джибуті                                                                                             |
| Домініканська республіка   | Міністерство внутрішніх справ та поліції Домініканської республіки                                                                    | Міністр внутрішніх справ та поліції Домініканської республіки                                                                                   |
| Естонія                    | Міністерство внутрішніх справ та релігії Естонії                                                                                      | Міністр внутрішніх справ та релігії Естонії |
| Європейський Союз          | Генеральний директорат внутрішніх справ (Європейська Комісія)                                                                         | Генеральний директор внутрішніх справ Європейської Комісії                                                                                      |
| Єгипет                     | Міністерство внутрішніх справ Єгипту                                                                                                  | Міністр внутрішніх справ Єгипту |
| Зімбабве                   | Міністерство внутрішніх справ Зімбабве                                                                                                | Міністр внутрішніх справ Зімбабве |
| Індія                      | Міністерство внутрішніх справ Індії                                                                                                   | Міністр внутрішніх справ Індії |
| Індонезія                  | Міністерство внутрішніх справ Індонезії                                                                                               | Міністр внутрішніх справ Індонезії |
| Іран                       | Міністерство внутрішніх справ Ірану                                                                                                   | Міністр внутрішніх справ Ірану |
| Ізраїль                    | Міністерство внутрішніх справ Ізраїлю Міністерство юстиції Ізраїлю                                                                    | Міністр внутрішніх справ Ізраїлю Міністр юстиції Ізраїлю                                                                                        |
| Ірак                       | Міністерство внутрішніх справ Іраку                                                                                                   | Міністр внутрішніх справ Іраку |
| Ісландія                   | Міністерство внутрішніх справ Ісландії                                                                                                | Міністр внутрішніх справ Ісландії |
| Іспанія                    | Міністерство внутрішніх справ Іспанії                                                                                                 | Міністр внутрішніх справ Іспанії |
| Італія                     | Міністерство внутрішніх справ Італії                                                                                                  | Міністр внутрішніх справ Італії |
| Камбоджа                   | Міністерство внутрішніх справ Камбоджі                                                                                                | Міністр внутрішніх справ Камбоджі |
| Канада                     | Департамент публічної безпеки Канади                                                                                                  | Міністр публічної безпеки Канади |
| Кіпр                       | Міністерство внутрішніх справ Кіпру                                                                                                   | Міністр внутрішніх справ Кіпру |
| КНР                        | Міністерство публічної безпеки Китайської Народної Республіки Міністерство контролю Китайської Народної Республіки                    | Міністр публічної безпеки Китайської Народної Республіки Міністр контролю Китайської Народної Республіки                                        |
| Тайвань                    | Міністерство внутрішніх справ Республіки Китай                                                                                        | Міністр внутрішніх справ Республіки Китай |
| Кенія                      | Міністерство внутрішніх справ та провінціального управління Кенії                                                                     | Міністр внутрішніх справ та провінціального управління Кенії                                                                                    |
| Колумбія                   | Міністерство внутрішніх справ (Колумбія)                                                                                              | Міністр внутрішніх справ (Колумбія) |
| Косово                     | Міністерство внутрішніх справ Косово                                                                                                  | Міністр внутрішніх справ Косово |
| Кувейт                     | Міністерство внутрішніх справ Кувейту                                                                                                 | Міністр внутрішніх справ Кувейту |
| Литва                      | Міністерство внутрішніх справ Литви                                                                                                   | Міністр внутрішніх справ Литви |
| Ліван                      | Міністерство внутрішніх справ та муніципалітетів Лівану                                                                               | Міністр внутрішніх справ та муніципалітетів Лівану                                                                                              |
| Макао                      | Секретаріат безпеки Макао | Секретар безпеки Макао |
| Північна Македонія         | Міністерство внутрішніх справ Північної Македонії                                                                                     | Міністр внутрішніх справ Північної Македонії |
| Малайзія                   | Міністерство внутрішніх справ Малайзії                                                                                                | Міністр внутрішніх справ Малайзії |
| Мальта                     | Міністерство внутрішніх справ Мальти                                                                                                  | Міністр внутрішніх справ Мальти |
| Мавританія                 | Міністерство внутрішніх справ Мавританії                                                                                              | Міністр внутрішніх справ Мавританії |
| Маврикій                   | Міністерство внутрішніх справ Маврикію                                                                                                | Прем'єр-міністр Мавританії |
| Мексика                    | Секретаріат уряду Мексики | Секретар уряду Мексики |
| Мен                        | Департамент внутрішніх справ острову Мену                                                                                             | Міністр внутрішніх справ острову Мен |
| Молдова                    | Міністерство внутрішніх справ Молдови                                                                                                 | Міністр внутрішніх справ Молдови |
| Монголія                   | Міністерство юстиції та внутрішніх справ Монголії                                                                                     | Міністр юстиції та внутрішніх справ Монголії |
| Марокко                    | Міністерство внутрішніх справ Марокко                                                                                                 | Міністр внутрішніх справ Марокко |
| Мозамбік                   | Міністерство внутрішніх справ Мозамбіку                                                                                               | Міністр внутрішніх справ Мозамбіку |
| Нідерланди                 | Міністерство внутрішніх справ та зв'язків Королівства (Нідерланди)                                                                    | Міністр внутрішніх справ та зв'язків Королівства Нідерланди                                                                                     |
| Німеччина                  | Федеральне міністерство внутрішніх справ Німеччини                                                                                    | Федеральний міністр внутрішніх справ Німеччини                                                                                                  |
| Нова Зеландія              | Департамент внутрішніх справ Нової Зеландії                                                                                           | Міністр внутрішніх справ Нової Зеландії |
| Об'єднані Арабські Емірати | Міністерство внутрішніх справ ОАЕ | Міністр внутрішніх справ ОАЕ |
| Пакистан                   | Міністерство внутрішніх справ Пакистану                                                                                               | Міністр внутрішніх справ Пакистану |
| Перу                       | Міністерство внутрішніх справ Перу | Міністр внутрішніх справ Перу |
| Південна Африка            | Департамент внутрішніх справ Південної Африки                                                                                         | Міністр внутрішніх справ Південної Африки |
| Південна Корея             | Міністерство публічного управління та безпеки Південної Кореї                                                                         | Міністр публічного управління та безпеки Південної Кореї                                                                                        |
| Південний Судан            | Міністерство внутрішніх справ Південного Судану                                                                                       | Міністр внутрішніх справ Південного Судану |
| Польща                     | Міністерство внутрішніх справ Польщі                                                                                                  | Міністр внутрішніх справ Польщі |
| Португалія                 | Міністерство внутрішніх справ Португалії                                                                                              | Міністр внутрішніх справ Португалії |
| Румунія                    | Міністерство адміністрування та внутрішніх справ Румунії                                                                              | Міністр адміністрування та внутрішніх справ Румунії                                                                                             |
| Росія                      | Міністерство внутрішніх справ Російської Федерації                                                                                    | Міністр внутрішніх справ Російської Федерації                                                                                                   |
| Саудівська Аравія          | Міністерство внутрішніх справ Саудівської Аравії                                                                                      | Міністр внутрішніх справ Саудівської Аравії |
| Сенегал                    | Міністерство внутрішніх справ Сенегалу                                                                                                | Міністр внутрішніх справ Сенегалу |
| Сербія                     | Міністерство внутрішніх справ Сербії                                                                                                  | Міністр внутрішніх справ Сербії |
| Словенія                   | Міністерство внутрішніх справ Словенії                                                                                                | Міністр внутрішніх справ Словенії |
| Сінгапур                   | Міністерство внутрішніх справ Сінгапуру                                                                                               | Міністр внутрішніх справ Сінгапуру |
| Словаччина                 | Міністерство внутрішніх справ Словаччини                                                                                              | Міністр внутрішніх справ Словаччини |
| Сомалі                     | Міністерство внутрішніх справ та безпеки Сомалі                                                                                       | Міністр внутрішніх справ та безпеки Сомалі |
| Судан                      | Міністерство внутрішніх справ Судану                                                                                                  | Міністр внутрішніх справ Судану |
| Сирія                      | Міністерство внутрішніх справ Сирії                                                                                                   | Міністр внутрішніх справ Сирії |
| США                        | Міністерство національної безпеки США Міністерство юстиції США                                                                        | Секретар національної безпеки США Генеральний прокурор США                                                                                      |
| Таїланд                    | Міністерство внутрішніх справ Таїланду                                                                                                | Міністр внутрішніх справ Таїланду |
| Туніс                      | Міністерство внутрішніх справ Тунісу                                                                                                  | Міністр внутрішніх справ Тунісу |
| Туреччина                  | Міністерство внутрішніх справ Туреччини                                                                                               | Міністр внутрішніх справ Туреччини |
| Туркменістан               | Міністерство внутрішніх справ Туркменістану                                                                                           | Міністр внутрішніх справ Туркменістану |
| Таджикистан                | Міністерство внутрішніх справ Таджикистану                                                                                            | Міністр внутрішніх справ Таджикистану |
| Угорщина                   | Міністерство внутрішніх справ Угорщини                                                                                                | Міністр внутрішніх справ Угорщини |
| Україна                    | Міністерство внутрішніх справ України                                                                                                 | Міністр внутрішніх справ України |
| Уругвай                    | Ministry of Interior | Minister of the Interior |
| Філіппіни                  | Департамент внутрішніх справ та місцевого самоврядування Філіппін Департамент юстиції Філіппін                                        | Секретар внутрішніх справ Філіппін Секретар юстиції Філіппін                                                                                    |
| Фінляндія                  | Міністерство внутрішніх справ Фінляндії                                                                                               | Міністр внутрішніх справ Фінляндії |
| Франція                    | Міністерство внутрішніх справ Франції                                                                                                 | Міністр внутрішніх справ та заморських території Франції                                                                                        |
| Хорватія                   | Міністерство внутрішніх справ Хорватії                                                                                                | Міністр внутрішніх справ Хорватії |
| Чехія                      | Міністерство внутрішніх справ Чеської Республіки                                                                                      | Міністр внутрішніх справ Чеської Республіки |
| Чилі                       | Міністерство внутрішніх справ Чилі | Міністр внутрішніх справ Чилі |
| Чорногорія                 | Міністерство внутрішніх справ та публічного управління Чорногорії                                                                     | Міністр внутрішніх справ та публічного управління Чорногорії                                                                                    |
| Швейцарія                  | Федеральний департамент внутрішніх справ Швейцарії                                                                                    | Член Федеральної ради Швейцарії |
| Шрі-Ланка                  | Міністерство внутрішніх справ Шрі-Ланки                                                                                               | Міністр внутрішніх справ Шрі-Ланки |
| Ямайка                     | Міністерство національної безпеки Ямайки Міністерство юстиції Ямайки Міністерство місцевого врядування та розвитку суспільства Ямайки | Міністр національної безпеки Ямайки Міністр юстиції Ямайки Міністр місцевого врядування та розвитку суспільства Ямайки                          |
| Японія                     | Національна комісія публічної безпеки Японії Міністерство юстиції Японії                                                              | Голова Національної комісії публічної безпеки Японії Міністр юстиції Японії                                                                     |